# Dana Bönisch
Dana Bönisch (* 4. Juni 1982 in Frechen) ist eine deutsche Schriftstellerin, Literaturwissenschaftlerin und Journalistin.

## Leben und Werke
Bönisch studierte Literaturwissenschaft und Kunstgeschichte in Bonn. Ihre ersten Kurzgeschichten und Essays veröffentlichte sie im jetzt-Magazin der Süddeutschen Zeitung und in Anthologien des Verlags Kiepenheuer & Witsch. Im Oktober 2003 erschien ihr Roman Rocktage. Als freie Autorin arbeitete sie u. a. für die Musikmagazine Spex und Intro, für die Stadtrevue und die taz. Im Jahr 2004 erhielt sie den Förderpreis des Landes Nordrhein-Westfalen für Literatur. Seit 2010 arbeitet sie als wissenschaftliche Mitarbeiterin am Institut für Germanistik, Vergleichende Literatur- und Kulturwissenschaft (Abteilung für Komparatistik) der Rheinischen Friedrich Wilhelms-Universität Bonn. 2014 erhielt sie den Forum Prize des Forum for Modern Language Studies. Ihre Forschungsgebiete sind spätmoderner Krieg und Terrorismus in der Literatur sowie Visualitäts- und Raumtheorie.

## Veröffentlichungen
- Rocktage. (Roman), Kiepenheuer und Witsch, Köln 2003; ISBN 3-462-03326-3.
- Dana Bönisch liest Rocktage. (CD), Der Hörverlag, München 2003, ISBN 3-89940-307-X.
- Geopoetiken des Terrors. Visualität und Topologie in Texten nach '9/11'. Vandenhoeck & Ruprecht, Göttingen 2018, ISBN 3-8471-0790-9.

Sonstiges
- DNA. Erzählung. In: Bella triste Nr. 18, Hildesheim 2007.